# Terrasse-Vaudreuil
Terrasse-Vaudreuil (AFI: [tɛʀasvodʀœj]; significando Bancal Vaudreuil en francés), es un municipio de la provincia de Quebec en Canadá. Es uno de los municipios que conforman el municipio regional de condado de Vaudreuil-Soulanges en la región de Vallée-du-Haut-Saint-Laurent en Montérégie.

## Geografía

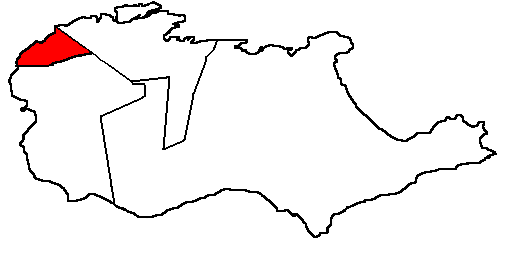
Terrasse-Vaudreuil (en rojo) en la isla Perrot

Terrasse-Vaudreuil se encuentra ubicada al noreste del MRC de Vaudreuil-Soulanges en la isla Perrot por el lago de las Dos Montañas. Los municipios vecinos son L'Île-Perrot y Pincourt aunque la ciudad de Vaudreuil-Dorion está situada sobre la otra orilla del rio Ottawa.
El área total del municipio es de 1,2 km², con 1,1 km² en tierra. El municipio está ubicado en la planicie del San Lorenzo y el terreno es luego llano.

## Historia
El territorio de Terrasse-Vaudreuil fue ubicado en el señorío de la Isla Perrot. El desarrollo en esta parte de la isla empezó en 1945 y el municipio fue constituyedo en 1952.

## Política
|          | 2009-2013                                                                                            |
| Alcalde  | Manon Trudel                                                                                         |
| Consejos | Penny Boulianne Michel Bourdeau Jean-Pierre Brazeau Yves Charlebois Valerie Kirkman Marlène Lapointe |

Terrasse-Vaudreuil forma parte de la Comunidad metropolitana de Montreal, y también forma parte de la circunscripción electoral de Vaudreuil a nivel provincial y de Vaudreuil-Soulanges a nivel federal.

## Demografía
Según el censo de Canadá de 2011, había 1971 personas residiendo en este municipio con una densidad de población de 1903,6 hab./km². La población fue estable con respecto a 2006. El número total de inmuebles particulares resultó ser de 829, de los que 815 estaban ocupados por residentes habituales.
Población total, 1986-2011
| Año  | Población | Variación (%) |
| ---- | --------- | ------------- |
| 2011 | 1971      | -0,7 %        |
| 2006 | 1985      | -3,7 %        |
| 2001 | 2061      | 4,2 %         |
| 1996 | 1977      | 13,4 %        |
| 1991 | 1744      | 4,7 %         |
| 1986 | 1665      |               |